# Григорян, Левон Ашотович
Левон Ашотович Григорян (арм. Լևոն Աշոտի Գրիգորյան; 7 сентября 1947 — 29 ноября 1975) — советский шахматист, мастер спорта СССР (1965).

## Шахматная карьера
Многократный чемпион Армянской ССР: 1964, 1966, 1968, 1969, 1971, 1972. В 1969 и 1972 гг. разделил 1-е место с братом-близнецом К. А. Григоряном).
Чемпион Узбекской ССР 1974 и 1975 гг.
Участник 3-х первенств СССР между командами союзных республик — в составе сборной Армянской ССР (1967, 1972) и сборной Узбекской ССР (1975; выступая на 1-й доске, выиграл серебряную медаль в индивидуальном зачёте).
В составе сборной Армянской ССР участник 1-го командного чемпионата СССР по заочным шахматам (1966—1968).
Злоупотреблял игрой в карты, был убит, будучи выброшенным из окна в Ташкенте в 1975 году.

## Семья
- Брат-близнец — Карен Ашотович Григорян (1947—1989) — советский шахматист, международный мастер (1982).